# Sans concession
Sans concession (titre original : Uncompromising Honor) est le quatorzième roman de la série Honor Harrington de l'écrivain de science-fiction David Weber paru en 2018 puis traduit en français et publié en deux tomes en 2020,.